# Didymocarpus megaphyllus
Didymocarpus megaphyllus är en tvåhjärtbladig växtart som beskrevs av Euphemia Cowan Barnett. Didymocarpus megaphyllus ingår i släktet Didymocarpus och familjen Gesneriaceae. Inga underarter finns listade i Catalogue of Life.